# Andrzej Zaorski

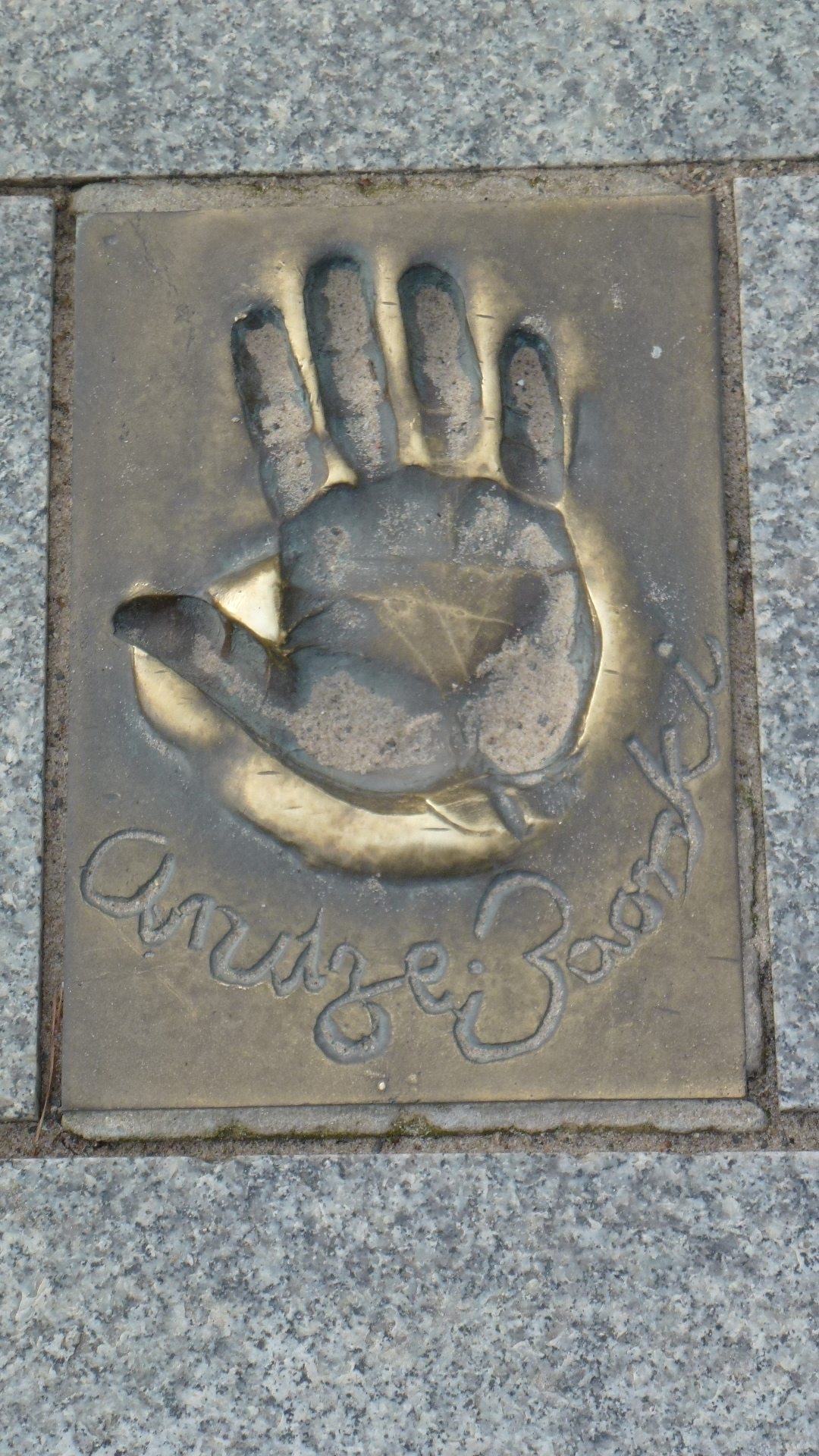
Odcisk dłoni aktora w Promenadzie Gwiazd w Międzyzdrojach

Andrzej Adam Zaorski (ur. 17 grudnia 1942 w Piaskach, zm. 31 października 2021 w Milanówku) – polski aktor i artysta kabaretowy, występujący w telewizji, filmie, teatrze i radiu.

## Życiorys
W 1964 ukończył studia w Państwowej Wyższej Szkole Teatralnej w Warszawie, w teatrze zadebiutował 31 stycznia 1965. Występował w Teatrze Współczesnym w Warszawie (do 1970), potem w Teatrze Ateneum, Teatrze Narodowym, Teatrze Powszechnym, Teatrze Na Targówku i Teatrze Kwadrat, w kabaretach „U Lopka”, Pod Egidą, „Tu 60-tka” i „Kaczuch Show”. W latach 70. uczestniczył w produkcjach cyklicznych programów telewizyjnych (m.in. Gallux Show, Studio Gama) oraz radiowych (60 minut na godzinę, w tym zwłaszcza był współautorem m.in. cyklów Zapiski kłusownika i Para-męt pikczers czyli kulisy srebrnego ekranu). W 1991 roku otrzymał nagrodę Wiktora (dla osobowości telewizyjnej).
W latach 1991–1993 współtworzył telewizyjny cykl Polskie zoo. Występował również w radiowej powieści W Jezioranach. Na początku lat 90. wycofał się z aktywnej pracy w teatrze i filmie, choć pod koniec tej dekady i na początku następnej wystąpił w kilku serialach, a także podejmował próby reżyserskie.

## Życie prywatne
Był synem Tadeusza Zaorskiego (1917–1993, wiceministra kultury i sztuki i szefa polskiej kinematografii) i Krystyny Zaorskiej (1918–1999), a także starszym bratem Janusza Zaorskiego, teściem Andrzeja Butruka i Tomasza Werta.
Po tym, jak w 2004 przebył udar mózgu, co spowodowało paraliż i znaczne ograniczenie zdolności wysławiania się, napisał autobiograficzną powieść zatytułowaną Ręka, noga, mózg na ścianie (2006), w której opisał proces wychodzenia z choroby.
Mieszkał w Milanówku, gdzie za wkład w upowszechnianie kultury i promocję Milanówka uhonorowany został statuetką Milanowskiego Liścia Dębu (2004).
Został pochowany w grobie rodzinnym na Cmentarzu Powązkowskim w Warszawie (kwatera 165 – rząd 5 – kwatera 20).

## Filmografia
- 2003–2004: Sprawa na dziś – portier Maurycy
- 2002–2007: Samo życie (serial telewizyjny) – Dariusz Baranowski
- 1991: Panny i wdowy – malarz Henryk, mąż Marii
- 1988: Piłkarski poker
- 1984: Baryton
- 1982: Matka Królów
- 1980: Nasze podwórko – ojciec Tomka
- 1980: Dom - asystent reżysera „Zakazanych piosenek” (odc. 4)
- 1979: Skradziona kolekcja
- 1977: Lalka – Julian Ochocki
- 1974: Ile jest życia
- 1971: Bolesław Śmiały
- 1970: Raj na ziemi
- 1969: Zbrodniarz, który ukradł zbrodnię – dziennikarz „Kuriera Polskiego” (głos)
- 1967: Stawka większa niż życie
- 1967: Westerplatte
- 1966: Małżeństwo z rozsądku
- 1966: Marysia i Napoleon

## Dubbing
- 1961: Salvatore Giuliano
- 1963: Zbrodnia doskonała – adwokat Philliet
- 1964: Dwaj muszkieterowie – Piotr

## Ordery i nagrody
- 2012: Krzyż Kawalerski Orderu Odrodzenia Polski – „za wybitne zasługi w pracy artystycznej i twórczej, za działalność na rzecz przemian demokratycznych w Polsce”[7][8]
- 2006: Złoty Mikrofon
- 2004: Milanowski Liść Dębu[5]